# Апацаи Чере, Янош
Янош Апацаи Чере; венг. Apáczai Csere János; наст. имя и фамилия Янош Чере; 10 июня 1625, Апаца — 31 декабря 1659, Коложвар) — трансильванский венгерский педагог, философ
, богослов-кальвинист, предшественник венгерского образования и научного распространения на родном языке, первый венгерский энциклопедист. Был выдающимся деятелем трансильванского пуританского движения и один из первых венгерских последователей картезианской эпистемологии.

## Биография
Он был ребёнком бедных кальвинистских родителей в Барцашаге. Продолжил высшее образование в Коложваре и Дьюлафехерваре, а затем, с стипендии епископа, с 1648 по пять лет в голландских университетах (Франекер, Лейден, Утрехт). В апреле 1651 года он был назначен доктором теологии в университете Хардервейка. Вернувшись домой в 1653, он сначала стал классным учителем кальвинистского колледжа в Дьюлафехерваре, но последовательно представил передовые педагогические идеи, a консервативные начальники и Дьёрдь II Ракоци, князь Трансильвании, были злы на него. Поэтому в конце 1655 года ему пришлось прекратить преподавание. Благодаря его наставникам с лета 1656 года он смог продолжить учение в качестве директора реформатской школы в Коложваре. С 1657 года его педагогический дух начал проявляться в новой школе, его стремления были поддержаны, его знания пользовались уважением. Среди его самых известных учеников были Миклош Бетлен и Ференц Папаи Парис. В конце 1658 года он представил князю Акоша Барчаи свой план одного современного трансильванского университета, но в тени конфликта с Османской империей вопрос улучшения образования был отодвинут на задний план. Апацаи Чере умер год спустя, в конце 1659 года, в возрасте тридцати четырех лет от туберкулёзa. Его голландская жена, Алетта ван дер Мэт, тоже умерла вскоре после этого; их двое детей не достигли зрелости.

## Научный и философский вклад
Идеологическими источниками его жизни были пуританская этика, идеалы прогресса, картезианский метод и важность энциклопедических знаний. Его пуританские мастера в Трансильвании, Андраш Порчалми и Иоганн Генрих Бистерфельд, передали свой энтузиазм культурному и социальному прогрессу и науке. Во время обучения в Нидерландах он познакомился с энциклопедическими усилиями Воеция, материалистическими и рационалистическими учениями Бэкона и Декарта. Эти просвещенные идеи находились в непримиримом конфликте с отсталыми культурными отношениями Трансильвании, и этот конфликт определил его работу в области образования и науки, в конечном итоге его успехи и неудачи. Он не смог выжить в борьбе с консервативными церковными и светскими кругами Трансильвании и не смог заменить схоластические и догматические образовательные взгляды и программы школьной системой, основанной на современных принципах. Тем не менее, основываясь на педагогических идеях — образовании естественных наук, преподавании на родном языке, организации научного университета — Апацаи Чере по праву считается апостолом современного венгерского образования. Его другим достижением стало введение теоретических и научных основ картезианской философии на венгерской земле. Хотя его библейский подход, его частичное догматическое богословское мышление и его неуверенность в математике не позволяли ему быть хозяином новых доктрин, но как предшественник современной науки он впервые написал на венгерском языке о гелиоцентрической системе мира, кровообращении и магнитном склонении.
Во время своего пребывания в Нидерландах, основываясь на кратком изложении Пётра Рамуса, он написал логический трактат «Маленькая венгерская логика» (Magyar logicatska, 1654), и, основываясь на научных трудах Декарта, Регии, Рамуса, Эймса, Феннера, Скрибонии, Альтузия и Альстеда, создал первую энциклопедию на венгерском языке (Magyar encyclopaedia, 1653—1655). Его энциклопедия была в первую очередь учебником, предназначенным для использования в образовании, но его строение и содержание замечательно отражали научные результаты той эпохи, в основном дух философии Декарта. Благодаря его ранним усилиям по развитию научного языка в венгерском языке были введены следующие слова: számláló (числитель), hegyesszög (острый угол), súrlódás (трение) и т. д.